# Eugen Pappenheim
Eugen Pappenheim (* 3. April 1831 in Ratibor; † 25. Dezember 1901 in Berlin) war ein deutscher Gymnasiallehrer und Pädagoge.

## Leben
Eugen Pappenheim verlor früh seinen Vater und musste früh mit Nachhilfe zum Familienunterhalt beitragen. Er studierte Philologie und Philosophie in Breslau und Berlin und wurde 1855 promoviert (Über den Begriff der Notwendigkeit bei Aristoteles). Danach war er zunächst Hauslehrer in Danzig und Berlin, bevor er 1858 Lehrer am Friedrich-Werderschen-Gymnasium in Berlin wurde und 1862 Oberlehrer am Köllnischen Gymnasium in Berlin, was er bis zu seiner Pensionierung blieb.
Gleichzeitig wurde er Proponent der Kindergartenpädagogik von Friedrich Fröbel und unterrichtete am Kindergärtnerinnen- und Kinderpflegerinnenseminar des Berliner Frauenvereins zur Beförderung der Fröbel'schen Kindergärten, wo er auch seine eigenen beiden Töchter unterrichtete. 1891 wurde er Vorsitzender des Deutschen Fröbel-Verbandes und 1874 war er Mitgründer des Berliner Fröbel-Vereins. Er war auch Gründer und Vorsitzender des Vereins für den Fichte-Kindergarten. Ab 1861 arbeitete er an der Zeitschrift Kindergarten (Organ des Deutschen Fröbel-Verbandes) mit und war ab 1892 deren Herausgeber. 1886 gründete er eine Unterstützungskasse für Kindergärtnerinnen für deren soziale Absicherung. Er hatte auch über Deutschland hinaus viele internationale Kontakte.
Er veröffentlichte auch in der Philosophischen Bibliothek (über Sextus Empiricus), zur antiken griechischen Philosophie, insbesondere im wissenschaftlichen Programm des Köllnischen Gymnasiums, und gab die Werke von Amos Comenius heraus.
Er war zweimal verheiratet und hatte aus erster Ehe mit Agnes Uschner vier Kinder, aus zweiter Ehe mit Anna Juliane Schneider den späteren Zoologen Paul Pappenheim.

## Schriften (Auswahl)
- Grundriß der Kleinkinder- und Kindergarten-Pädagogik Friedrich Fröbels, Berlin 1895, 10. Auflage 1926
- (Hrsg.): Friedrich Fröbel. Aufsätze aus den Jahren 1861–1893, Berlin 1893
- (Hrsg.): Johann Amos Comenius. I. Teil: Lebensabriß, ferner die "Große Lehrkunst", aus dem Lateinischen übersetzt (= Greßlers Klassiker der Pädagogik, Bd. XV), Langensalza 1892, 1902, II. Teil: Lehrkunst (Didactica), zur Didaktik, Sittenregeln, Gesetze, konzentrierter Lehrgang, Informatorium der Mutter Schul, Volksschule, Orbis pictus. (= Greßlers Klassiker der Pädagogik, Band 15 und 18), Langensalza 1898 (= Greßlers Klassiker der Pädagogik, Bd. XVIII)